# The Opposite from Within
The Opposite from Within è il 4º album dei Caliban, pubblicato nel 2004.
Il disco è stato registrato nello studio "The Room" di Göteborg ed è stato prodotto da Anders Fridén.

## Tracce
1. The Beloved and the Hatred – 3:47
2. Goodbye – 4:01
3. I've Sold Myself – 3:58
4. Stand Up – 3:48
5. Senseless Fight – 3:57
6. Stigmata – 3:03
7. Certainty... Corpses Bleed Cold – 4:26
8. My Little Secret – 4:03
9. One of These Days – 3:18
10. Salvation – 3:52
11. Diary of an Addict – 5:34
12. 100 Suns – 3:56

## Formazione
- Chanix Dörner - voce
- Marc Görtz - chitarra
- Patrick Grün - batteria
- Denis Schmidt - chitarra
- Boris Pracht - basso
- Kai Seyda - voce clean